# The Zone of Interest
The Zone of Interest er en britisk-polsk film fra 2023 instrueret af Jonathan Glazer. Filmen er løst baseret på romanen fra 2014 af samme navn af Martin Amis. 

## Medvirkende
- Sandra Hüller som Hedwig Höss
- Christian Friedel som Rudolf Höss
- Medusa Knopf som Elfriede
- Daniel Holzberg som Gerhard Maurer
- Sascha Maaz som Arthur Liebehenschel
- Max Beck som Schwarzer
- Wolfgang Lampl som Hans Burger